# Oxandrolona
La oxandrolona, comercializada bajo los nombres Oxandrin y Anavar, entre otros, es un fármaco andrógeno y esteroide anabólico (AAS) que se utiliza para promover el aumento de peso en diversas situaciones, para compensar el catabolismo de proteínas causado por la terapia a largo plazo con corticosteroides, para la recuperación de quemaduras graves, para el dolor óseo asociado a la osteoporosis, para favorecer el desarrollo de niñas con síndrome de Turner y para otras indicaciones. Se toma por vía oral.
Los efectos secundarios de la oxandrolona incluyen signos y síntomas de virilización como acné, aumento del crecimiento del vello, cambios en la voz e incremento del deseo sexual. El fármaco es un andrógeno sintético y un esteroide anabólico, por lo que es un agonista del receptor androgénico (AR), el objetivo biológico de los andrógenos como la testosterona y la dihidrotestosterona. Posee una fuerte potencia anabolizante y efectos androgénicos débiles, lo que le otorga un perfil de efectos secundarios leves y lo hace especialmente adecuado para su uso en mujeres.
La oxandrolona se describió por primera vez en 1962 y se aprobó para uso médico en 1964. Se emplea sobre todo en Estados Unidos. Además de médicamente, la oxandrolona se utiliza para mejorar el estado físico y el rendimiento deportivo. Es considerada sustancia controlada en varios países, por lo que su uso no médico suele ser ilícito.

## Usos médicos
La oxandrolona se ha investigado y prescrito como tratamiento para una amplia variedad de patologías. Fue aprobada por la FDA para tratar el dolor óseo asociado a la osteoporosis, para aumentar de peso tras una cirugía o un traumatismo físico, durante una infección crónica o en una pérdida de peso de causa desconocida, y también para contrarrestar el efecto catabólico del tratamiento crónico con corticosteroides. Desde el año 2016, se prescribe además fuera de ficha técnica para acelerar la recuperación de quemaduras graves, ayudar al desarrollo de niñas con síndrome de Turner y contrarrestar la emaciación en VIH/SIDA. La oxandrolona mejora los resultados a corto y largo plazo en personas que se recuperan de quemaduras graves y está bien establecida como un tratamiento seguro para dicha indicación. También se utiliza en el tratamiento de la talla baja idiopática, la anemia, el angioedema hereditario, la hepatitis alcohólica y el hipogonadismo.
Investigaciones médicas han demostrado la eficacia de la oxandrolona para promover el desarrollo de las niñas con síndrome de Turner. Aunque la oxandrolona se ha utilizado durante mucho tiempo para acelerar el crecimiento en niños con talla baja idiopática, es poco probable que aumente la estatura adulta y, en algunos casos, incluso puede disminuirla.[cita requerida]. Por ello, la oxandrolona ha sido reemplazada en gran medida por la hormona del crecimiento para esta indicación. Sin embargo, una revisión sistemática de 2019 que comparaba los efectos de añadir oxandrolona al tratamiento con hormona del crecimiento en monoterapia halló evidencia de calidad moderada de que la adición de oxandrolona resultaba en un aumento en la estatura adulta final de las niñas con síndrome de Turner, y una evidencia de baja calidad de que no aumentaban los efectos adversos. Cuando la misma revisión evaluó los efectos de añadir oxandrolona al tratamiento con hormona de crecimiento sobre el habla, la cognición y el estado psicológico, los resultados no fueron concluyentes debido a la muy baja calidad de la evidencia. Los niños con talla baja idiopática o síndrome de Turner reciben dosis de oxandrolona muy inferiores a las administradas a personas con quemaduras para minimizar la probabilidad de virilización y de maduración prematura.

## Usos no médicos
Muchos culturistas y atletas utilizan oxandrolona de forma ilícita por sus efectos en el desarrollo muscular. Es mucho más anabólica que androgénica, por lo que las mujeres y quienes buscan regímenes de esteroides menos intensos lo usan frecuentemente. Muchos también valoran la baja hepatotoxicidad de la oxandrolona en comparación con otros AAS de administración oral.

## Contraindicaciones
Al igual que otros AAS, la oxandrolona puede agravar la hipercalcemia al aumentar la resorción ósea osteolítica. En mujeres embarazadas, la oxandrolona puede provocar adversos, como la virilización del feto.

## Efectos secundarios
Las mujeres a las que se les administra oxandrolona pueden experimentar virilización, desarrollo irreversible de rasgos masculinos como engrosamiento de la voz, hirsutismo, trastornos menstruales, alopecia de patrón masculino y agrandamiento del clítoris. La oxandrolona puede alterar el crecimiento en niños, reduciendo su estatura adulta.  Debido a estos efectos secundarios, las dosis administradas a mujeres y niños deben ser mínimas y, se suele realizar un seguimiento para detectar virilización y anomalías del crecimiento. Al igual que otros andrógenos, la oxandrolona puede causar o empeorar el acné y el priapismo (erecciones no deseadas o prolongadas). La oxandrolona también puede reducir la fertilidad masculina, otro efecto adverso común entre los andrógenos. Para compensar el aumento exógeno de andrógenos, el organismo reduce la producción de testosterona mediante la atrofia testicular y la inhibición de la actividad gonadotrópica.
A diferencia de algunos AAS, la oxandrolona generalmente no produce ginecomastia ya que no se aromatiza a metabolitos estrogénicos. Sin embargo, aunque no se han reportado casos de ginecomastia pese a su uso generalizado, en una publicación de 1991 se informó que la oxandrolona se asociaba a 33 casos de ginecomastia en varones adolescentes tratados por talla baja. La ginecomastia se desarrolló durante la terapia con oxandrolona en 19 de los niños y tras la conclusión de la misma en 14 de los niños. 10 de los niños padecieron ginecomastia transitoria, mientras que 23 padecieron ginecomastia persistente que requirió mastectomía. Aunque la ginecomastia transitoria es habitual en adolescentes varones, la ginecomastia asociada a la oxandrolona fue de inicio tardío/retardado y persistente en un alto porcentaje de los casos. Por ello,  los investigadores afirmaron que, "aunque la oxandrolona no puede implicarse como estimulante [en] la ginecomastia", debería considerarse una posible relación causal por parte de los facultativos que utilizan oxandrolona en adolescentes para la estimulación del crecimiento.
Particularmente entre los 17α-alquilados, la oxandrolona presenta una hepatotoxicidad escasa o nula, incluso a dosis elevadas. No se ha atribuido ningún caso de hepatotoxicidad grave a la oxandrolona. Sin embargo, sí se ha observado una elevación de las enzimas hepáticas en algunas personas, sobre todo con dosis altas y/o tratamientos prolongados, aunque retornar a rangos normales tras la interrupción.

## Interacciones
La oxandrolona aumenta notablemente el efecto anticoagulante de la warfarina, a veces de forma peligrosa. En abril de 2004, Savient Pharmaceuticals publicó una alerta de seguridad a través de la FDA advirtiendo de ello a los profesionales sanitarios. La oxandrolona también puede inhibir el metabolismo de los antidiabéticos orales. Puede empeorar el edema cuando se toma junto con corticosteroides u hormona adrenocorticotropa.

## Farmacología

### Farmacodinámica
| Fármaco | Ratioª    |
| --- | --------- |
| Testosterona | ~1:1      |
| Dihidrotestosterona(DHT) | ~1:1      |
| Metiltestosterona | ~1:1      |
| Metandriol | ~1:1      |
| Fluoximesterona | 1:1-1:15  |
| Metandienona | 1:1-1:8   |
| Drostanolona | 1:3-1:4   |
| Metenolona | 1:2-1:30  |
| Oximetolona | 1:2-1:9   |
| Oxandrolona | 1:3-1:13  |
| Estanozolol | 1:1-1:30  |
| Nandrolona | 1:3-1:16  |
| Etilestrenol | 1:2-1:19  |
| Noretandrolona | 1:1-1:20x |
| Notas: En roedores. Notas al pie:ª= Ratio de actividad androgénica frente a actividad anabólica. Fuente: ver plantilla original en inglés |           |

Al igual que otros AAS, la oxandrolona es un agonista del receptor androgénico, similar a andrógenos como la testosterona y la DHT. La afinidad de unión relativa de la oxandrolona al receptor androgénico es aproximadamente el 0,3% de la que presenta la metribolona. La activación del receptor androgénico estimula la síntesis proteica, lo que aumenta la hipertrofia muscular, la masa corporal magra y la densidad mineral ósea.
En comparación con la testosterona y muchos otros AAS, la oxandrolona es menos androgénica en relación con su capacidad como anabolizante. La oxandrolona tiene alrededor del 322 a 633 % de la potencia anabólica y 24% de la potencia androgénica de la metiltestosterona. Del mismo modo, la oxandrolona tiene hasta 6 veces la potencia anabólica de la testosterona y tiene una potencia androgénica significativamente reducida en comparación. El bajo ratio de actividad anabólica y androgénica de la oxandrolona hace que se utilice habitualmente en niños y mujeres, ya que un menor efecto androgénico implica un menor riesgo de virilización. La comunidad fisicoculturista también lo tiene en cuenta a la hora de elegir entre diferentes AAS.
Como la oxandrolona ya está reducida en 5α, no es un sustrato para 5α-reductasa, por lo que no se potencia en tejidos androgénicos como la piel, los folículos pilosos y la próstata. Esto está implicado en su bajo ratio de actividad anabólica frente a androgénica. Debido a la sustitución de uno de los átomos de carbono por un átomo de oxígeno en la posición C2 del anillo A, la oxandrolona es resistente a la inactivación por la 3α-hidroxiesteroide deshidrogenasa en el músculo esquelético. Esto contrasta con la DHT, y se cree que es la base de la potencia anabólica conservada de la oxandrolona. Debido a que está reducida en 5α, la oxandrolona no es un sustrato para la aromatasa, por lo que no puede ser aromatizada en metabolitos con actividad estrogénica. Del mismo modo, la oxandrolona no posee actividadprogestagénica.
La oxandrolona es, singularmente, mucho menos hepatotóxica que otros AAS 17α-alquilados, lo que puede deberse a diferencias en su metabolismo.

### Farmacocinética
La biodisponibilidad oral de la oxandrolona es del 97%.  Su unión a proteínas plasmáticas es del 94 al 97%.  El fármaco es metabolizado principalmente por los riñones y en menor medida por el hígado.   La oxandrolona es el único AAS que no es metabolizado principal o extensamente en el hígado, y se cree que esto está relacionado con su menor hepatotoxicidad frente a otros AAS.   Su vida media de eliminación es de 9,4 a 10,4 horas, pero aumenta a 13,3 horas en ancianos.   Alrededor del 28% de cada dosis oral de oxandrolona se elimina inalterada en la orina y el 3% se excreta en las heces. 

## Bioquímica
La oxandrolona es un esteroide androstano sintético y un derivado 17α-alquilado de la DHT. También se conoce como 2-oxa-17α-metil-5α-dihidrotestosterona (2-oxa-17α-metil-DHT) o como 2-oxa-17α-metil-5α-androstan-17β-ol-3-ona, y es una  molécula de DHT con un grupo metilo en posición C17α y el carbono C2 reemplazado por un átomo de oxígeno. Entre los AAS estrechamente relacionados se encuentran los AAS comercializados mestanolona (17α-metil-DHT), oximetolona (un derivado de 17α-metil-DHT fusionado al anillo "A" de 2,3-pirazol) y estanozolol (un derivado de 17α-metil-DHT fusionado con el anillo 2,3-pirazol A) y el AAS sintético y nunca comercializado desoximetiltestosterona (3-deketo-17α-metil-δ 2 -DHT), metasterona (2α,17α-dimetil-DHT), metil-1-testosterona (17α-metil-δ 1 -DHT) y metilestembolona (2,17α-dimetil-δ 1 -DHT).

## Historia
La oxandrolona fue obtenida por primera vez por Raphael Pappo y Christopher J. Jung cuando trabajaban en Searle Laboratories (en la actualidad parte de Pfizer). Los investigadores describieron el fármaco por primera vez en 1962. Inmediatamente se interesaron por los efectos androgénicos muy débiles de la oxandrolona en relación con sus efectos anabólicos. Se introdujo como medicamento en Estados Unidos en 1964.
El fármaco se prescribía para promover el recrecimiento muscular en trastornos que cursan con pérdida de peso involuntaria, y se utiliza como parte del tratamiento del VIH/SIDA. También se había demostrado su eficacia parcial en el tratamiento de la osteoporosis. Sin embargo, debido en parte a la mala publicidad de su uso ilícito por culturistas, los laboratorios Searle dejaron de fabricar Anavar en 1989. Fue adquirido por Bio-Technology General Corporation, que cambió su nombre por el de Savient Pharmaceuticals (BTG), la cual, tras realizar con éxito ensayos clínicos en 1995, la comercializó bajo la marca Oxandrin. Posteriormente, BTG obtuvo la aprobación por parte de la Administración de Alimentos y Medicamentos (FDA) de medicamento huérfano para el tratamiento de la hepatitis alcohólica, el síndrome de Turner y la pérdida de peso inducida por el VIH. También está indicada como compensación del catabolismo proteico causado por la administración prolongada de corticoides.

## Sociedad y Cultura

### Nombres genéricos
Oxandrolona es el nombre genérico del medicamento y sus INN, USAN, USP, BAN, DCF, DCIT y JAN, mientras que ossandrolona es o era anteriormente el DCIT.

### Nombres comerciales
El nombre comercial original de la oxandrolona era Anavar, que se comercializaba en Estados Unidos y los Países Bajos. Con el tiempo, este producto se dejó de comercializar y se sustituyó en Estados Unidos por un nuevo producto denominado Oxandrin, que es la única marca comercial de oxandrolona que continúa en Estados Unidos. La oxandrolona también se ha vendido bajo las marcas Antitriol (España), Anatrophill (Francia), Lipidex (Brasil), Lonavar (Argentina, Australia, Italia), Protivar y Vasorome (Japón), entre otras. Existen otras marcas comerciales de productos fabricados para el mercado negro de esteroides.
Quienes utilizan la oxandrolona con fines no médicos en países anglosajones, a menudo se refieren a ella coloquialmente como "Var", una forma abreviada del nombre comercial Anavar.

### Disponibilidad

#### Estados Unidos
La oxandrolona es uno de los pocos AAS que siguen estando disponibles para uso médico en Estados Unidos. Los otros (a fecha de noviembre de 2017) son testosterona, cipionato de testosterona, enantato de testosterona, undecanoato de testosterona, metiltestosterona, fluoximesterona y oximetolona.

#### Otros países
Fuera de Estados Unidos, la disponibilidad de la oxandrolona es bastante limitada. A excepción de Moldavia, ya no se comercializa en Europa. La oxandrolona está disponible en ciertos mercados menos regulados de Asia, como Malasia y también en México. Históricamente, la oxandrolona se ha comercializado en Argentina, Australia, Brasil, Francia, Italia, Japón y España, pero aparentemente que ya no está disponible en dichos países.

### Estatus legal
En Estados Unidos, la oxandrolona está clasificada comosustancia controlada de la Lista III en virtud de la Ley de Sustancias Controladas junto con muchos otros AAS. Es una sustancia controlada de la Lista IV en Canadá, y una droga controlada de la Lista 4 en el Reino Unido.

### Dopaje en el deporte
La oxandrolona se utiliza a veces como sustancia dopante en los deportes. Se han registrado casos de dopaje con oxandrolona por parte de atletas profesionales. 